# Doppelmayer (cratère)
Pour les articles homonymes, voir Doppelmayr (homonymie).
Doppelmayer est un cratère d'impact lunaire qui se trouve sur le bord sud-ouest de la Mer des Humeurs. Il porte le nom du mathématicien et astronome allemand Johann Gabriel Doppelmayr. Au sud-sud-est se trouve un autre cratère nommé Lee, et au sud-est se trouve Vitello . Juste à l'est-nord-est de Doppelmayer se trouve le cratère Puiseux, presque submergé.
Le rebord de Doppelmayer est presque rond, mais usé et érodé. La section la plus intacte est la moitié sud-ouest, tandis qu'au nord-est le rebord descend sous la mer, ne laissant qu'une légère élévation de la surface. L'intérieur a été inondé par la lave, laissant une grande crête surélevée au centre. Une petite chaîne de collines se courbe vers l'ouest et le nord à partir de l'extrémité sud de cette crête, formant une caractéristique presque concentrique avec le bord extérieur du cratère.

## Cratères satellites
Par convention, ces caractéristiques sont identifiées sur les cartes lunaires en plaçant la lettre sur le côté du milieu du cratère le plus proche de Doppelmayer.
| Doppelmayer | Latitude | Longitude | Diamètre      |
| ----------- | -------- | --------- | ------------- |
| A           | 29.8° S  | 43.1° O   | 10 kilomètres |
| B           | 30,5° S  | 45,4° O   | 11 kilomètres |
| C           | 30.3° S  | 44.1° O   | 7 kilomètres  |
| D           | 31.8° S  | 45,8° O   | 9 kilomètres  |
| G           | 28.9° S  | 44,9° O   | 15 kilomètres |
| H           | 28.8° S  | 43,2° O   | 10 kilomètres |
| J           | 24,5° S  | 41.1° O   | 6 kilomètres  |
| K           | 24.0° S  | 40,7° O   | 5 kilomètres  |
| L           | 23.6° S  | 40,5° O   | 4 kilomètres  |
| M           | 29,5° S  | 43,9° O   | 15 kilomètres |
| N           | 29.2° S  | 44,6° O   | 5 kilomètres  |
| P           | 29.1° S  | 42,7° O   | 8 kilomètres  |
| R           | 29.2° S  | 43,2° O   | 4 kilomètres  |
| S           | 28.1° S  | 43,6° O   | 4 kilomètres  |
| T           | 25.9° S  | 43,2° O   | 3 kilomètres  |
| V           | 29.8° S  | 45,6° O   | 8 kilomètres  |
| W           | 33.6° S  | 45,6° O   | 8 kilomètres  |
| Y           | 33.1° S  | 46,1° O   | 10 kilomètres |
| Z           | 33.0° S  | 46,4° O   | 10 kilomètres |